# Santfeliuenc Futbol Club
El  Santfeliuenc Futbol Club, conocido popularmente como Santfe, es un club de fútbol español de Sant Feliu de Llobregat (Barcelona). Fundado el 3 de diciembre de 1905, es el equipo de fútbol más antiguo de la comarca del Bajo Llobregat (Barcelona). En 2013-14 juega por primera vez en Tercera División después de conseguir el ascenso desde Primera Catalana mediante un play-off.

## Historia
Josep Plana Deu, influenciado por el éxito que tenía el fútbol en la capital catalana y la experiencia vivida durante los tres meses del verano anterior, decidió organizar un equipo de fútbol para representar Sant Feliu de Llobregat. Consiguió un buen equipo de colaboradores, constituyendo la primera Junta Directiva con un objetivo muy concreto: la fundación del club. A las pocas semanas ya se contaba con una plantilla de jugadores numerosa para poder formar el primer equipo. Adquirieron el vestuario y una pelota y alquilaron un terreno situado frente a la Unión Coral. El partido inaugural se celebró el domingo 3 de diciembre de 1905 y tenían como equipo rival el Catalonia.
Lluís Camprubí accedió a la presidencia del club para votación social en 1917. La época del Sr. Camprubí se puede considerar como la era oficial del Santfeliuenc FC por motivos fundamentales de organización. El equipo, desde 1915 figuraba inscrito en la Federación Catalana de Fútbol, y en 1917, de acuerdo con las leyes en materia de asociacionismo, entregó al Gobierno Civil los estatutos de la sociedad, con este trámite se otorgó al Santfeliuenc personalidad jurídica.
La década de los años 20 constituye una época dorada. El Santfeliuenc es un club influyente en Cataluña y su presidente, Juan Antonio Sastre, preside el Comité Provincial de Barcelona de la Federación Catalana de Fútbol. Son los años que ven la consolidación de uno de los grandes futbolistas sanfeliuenses de todos los tiempos, Joan Rigol
El 16 de noviembre de 1925 el Santfeliuenc inaugura el campo de la Pineda. La Pineda acogerá los partidos de fútbol del equipo blanquiazul hasta el año 1964. El estreno es victorioso ya que los blanquiazules derrotan al Güell por 2 a 1. 
En los inicios de los años 30 el club se debate entre la duda y una cierta parálisis en su gestión organizativa. Sin embargo, consigue recomponerse rápidamente y en 1935 alcanza el ascenso a Segunda División Catalana. En esta categoría el Santfeliuenc se enfrenta a los principales equipos catalanes del momento. Es la época de Cros, un delantero que marcó un tiempo en el fútbol catalán y que contribuye con sus goles al crecimiento del equipo. En agosto por las fiestas de Sant Llorenç visitan la Pineda los grandes clubs profesionales y a menudo algunos jugadores de prestigio refuerzan al Santfe, caso del “divino” Ricardo Zamora. La Guerra Civil detiene la progresión. 
En la inmediata postguerra el Santfeliuenc es un club mutilado que vive bajo la tutela del sindicato franquista de Educación y Descanso. En la competición el equipo sufre las duras consecuencias de las carencias materiales y recula hacia categorías menores. Futbolistas como Aznar, Prats, Galindo, Bautista, Obiols o Bagagli mantienen con vida el fútbol en Sant Feliu a pesar de las precariedades.
A partir de los años 50 el club recupera lentamente la autonomía organizativa. Los prohombres de la ciudad, que se mueven en el interior del Régimen, deciden apostar por el Santfeliuenc para situarlo en categorías de mayor postín. En la temporada 1959-1960 el equipo juega la promoción de ascenso a Tercera División contra el Iberia de Barcelona. Los blanquiazules padecen un vergonzante cambalache federativo y pierden la eliminatoria en tres partidos épicos que movilizan como nunca a la afición. La prensa de la época da testimonio de la injusticia cometida sobre un club histórico que había sido humillado por la Federación porque no disponía de instalaciones adecuadas para la división de bronce del fútbol español.
El 19 de abril de 1964 se inaugura el campo de la Rambla. Instalación situada en el espacio central de la modernista ciudad jardín del Parque Sayrach. En el partido inaugural el Santfeliuenc derrota al Horta por 1 a 0 gracias a un gol del ex españolista Chamorro.
Con la decidida retirada de los mecenas y prohombres el club sufre una evidente decadencia deportiva. El primer equipo se ve abocado a jugar en Segunda Regional durante una década con breves etapas en Primera Regional. Es la época de Francesc Marfany al frente de la directiva (1968-1977), el presidente con el mandato más prolífico. 
En 1978 el Santfeliuenc consigue un brillante ascenso a Primera Regional al superar en una emocionante promoción a la Montañesa de Barcelona. El club es recibido en la ciudad por la afición. Los Doménech, Lapaz, Estrada, Manolo Hernández, Monje, Ruiz, Rogelio, Alberto Hernández, Anastasio, Arbiol, Ramon o Marcial devuelven la alegría por el fútbol. Se inicia una etapa de consolidación en Primera Regional con alguna temporada (1981-1982) en que el ascenso a Preferente se roza con los dedos.
En 1985 el Santfeliuenc que entrena Francesc Estrada y preside Pere Pocurull consigue el ascenso a Regional Preferente después de proclamarse campeón del grupo III de Primera Regional. “Sant Feliu es una fiesta”, titula el 2 de junio El Mundo Deportivo. Un año antes el equipo había obtenido una milagrosa permanencia in extremis al marcar un gol en el tiempo de descuento en el campo de La Cava. Doce meses más tarde 2.000 personas llenan el campo de la Rambla en un partido inolvidable contra el Hospitalet Atlètic. El 2 a 0 final desencadenaba la euforia. Los Udina, Ruiz, Agustín, Ángel Montero, Ruipérez, Saldaña, David Gracia, Juan Ramón, Castaños, Carrasco, Escalante, Vicente o Paco habían conseguido uno de los éxitos más destacados del primer equipo.
El Santfeliuenc se mueve desde finales de los años 80  y la década de los 90 a caballo entre Preferente y Primera Regional. La temporada 1988-89 el equipo pierde la Regional Preferente pero la recupera dos temporadas más tarde. Entre 1991 y 1999 el club atraviesa la etapa más larga en Preferente pero acaba la década como la empezó, en Primera Regional. La entidad vive, además, la fractura de su fútbol base y la creación en el año 2001 de un nuevo proyecto deportivo: el CFA Escuela de Fútbol Sant Feliu.
Al Santfeliuenc no le siente nada bien el inicio de siglo y durante seis temporadas trata de regresar a Preferente infructuosamente. Se acerca el Centenario y todos tratan de devolver al club a Preferente para recuperar posiciones en el fútbol catalán. En el 2004 una gran decepción nos invade al perder contra el Sant Cugat (2 a 1) un partido decisivo que condena a permanecer un año más en una categoría, la Primera Regional, que no se corresponde con la historia centenaria ni con la efeméride tan cercana.
En el 2005 el Santfeliuenc Futbol Club celebra sus primeros cien años de vida. El Centenario despierta el interés de la ciudad por el equipo blanquiazul y la exposición conmemorativa se convierte en la segunda muestra más visitada desde la recuperación de la democracia. Bajo la presidencia de Manuel Navarro y con un técnico de la casa como Joaquín Martín “Vique” el club sube a Regional Preferente como coronación del Centenario. En un final de liga apasionante se juega la promoción contra El Catllar y la afición sanfeliuense vuelva a responder como en las grandes ocasiones. El ascenso premiaba a una gran generación de futbolistas locales como Javi Pastor, Dani Mir, David Torrejón, José Manuel Vega o Paco Higueras.
El 19 de enero de 2007 el Santfeliuenc estrena su cuarto campo en 102 años. Del centro de la ciudad al Parc Esportiu de Les Grases. El partido inaugural enfrenta al Santfe contra el Vila-Seca y las cámaras de TV 3 lo retransmiten en directo. 
Con un joven presidente, Alberto Prieto, y un entrenador decidido a cambiar la historia, Andrés González, el Santfeliuenc se hace fuerte en Preferente y en el verano de 2009 y de manera inesperada obtiene el ascenso a Primera Catalana. La tercera posición que el equipo había conseguido en la liga tuvo premio gracias a la desaparición del Miapuesta. 
El 15 de junio de 2013 el Santfeliuenc FC consigue el ascenso por primera vez en 107 años de historia a la 3 º división al ganar en los play-off al CD Masnou (1-2 y 3-1).
En el año 2021 y tras una liga atípica, y después de 8 temporadas se desciende a Primera Catalana. 
La temporada 2021-2022 el equipo queda 4 clasificado.  
En la actualidad, Alberto Prieto va por su cuarto mandato de presidente y Andrés González continua teniendo su confianza al frente del primer equipo. 

## Estadio
El Santfeliuenc Fútbol Club juega sus partidos en el Camp Municipal del Parc Esportiu de Les Grases. Esta instalación fue readaptada para la práctica del fútbol y el sábado 20 de enero de 2007 el Primer Equipo disputó el primer partido oficial ante el Vila-Seca, encuentro correspondiente a la decimoséptima jornada del grupo II de Regional Preferente. El partido fue retransmitido a través del Canal 33 de Televisión de Cataluña y fue visto por más de 100.000 personas.
Las dimensiones del terreno de juego son de 100x60. El aforo es de 2.000 espectadores aproximadamente. Próximamente se constuirá una tribuna y nuevos vestuarios que acabarán de completar las infraestructuras de esta zona deportiva de la ciudad que se sitúa entre los barrios de La Salut y Les Grases.

## Los colores, la bandera y el escudo
Los colores del santfeliuense son la camiseta blanca y azul con pantalón azul. Antiguamente, el pantalón fue negro. El porqué de este colores: Manel Riera era el encargado del material. Junto con Baldiri Ribas se trasladó a Barcelona para comprar el vestuario del equipo. Aunque no tenían decidido los colores y tenían previsto elegir en función de las existencias. El surtido era limitado, predominaba el azulgrana y el blanco y azul. Se decidió por el segundo porque era más económico.
La bandera fue confeccionada y bordada por las señoras Carmen y Merced Salsas.
El escudo fue diseñado a través de un boceto realizado por el jugador Salsas, el año 1918, con el fin de que las hermanas lo bordaran en la primera bandera del club. Aparece publicado en el Libro de Oro del Fútbol Catalán impreso en 1918. Se empezó a utilizar en las camisetas a partir de los años 50.

## Plantilla 2013-2014
Actualizado a fecha de 18 de agosto de 2013